# James Foley (réalisateur)
Pour les articles homonymes, voir James Foley.
James Foley, né le 28 décembre 1953 à Brooklyn (New York) et mort le 6 mai 2025 à Los Angeles, est un réalisateur et scénariste américain.

## Biographie

### Mort
James Foley meurt d'un cancer du cerveau à Los Angeles le 6 mai 2025 à l’âge de 71 ans.

## Filmographie

### Réalisateur
- 1984 : Reckless
- 1986 : Comme un chien enragé (At Close Range)
- 1987 : Who's That Girl
- 1990 : La mort sera si douce (After Dark, My Sweet)
- 1991 : Twin Peaks (épisode Wounds and Scars)
- 1992 : Glengarry (Glengarry Glen Ross)
- 1995 : Instant de bonheur (Two Bits)
- 1996 : Obsession Mortelle (Fear)
- 1996 : L'Héritage de la haine (The Chamber)
- 1997 : Gun ("Gun") (série télévisée)
- 1999 : Le Corrupteur (The Corruptor)
- 2003 : Confidence
- 2004 : Hollywood Division (série télévisée)
- 2007 : Dangereuse Séduction (Perfect Stranger)
- 2013-2015 : House of Cards
- 2016 : Billions
- 2017 : Cinquante Nuances plus sombres
- 2018 : Cinquante Nuances plus claires

### Scénariste
- 1990 : La mort sera si douce (After Dark, My Sweet).